# Plantas Scandinaviae Descriptionibus et Figuris Analyticis Adumbratae
Plantas Scandinaviae Descriptionibus et Figuris Analyticis Adumbratae (abreviado Pl. Scand. Gram.) es un libro con ilustraciones y descripciones botánicas que fue escrito por el botánico y pteridólogo sueco Nils Johan Andersson y publicado en Estocolmo en dos partes en los años 1849 - 1852. 

## Publicación
- Plantas Scandinaviae Descriptionibus et Figuris Analyticis Adumbratae. Fasciculus primus Cyperaceas Scandinaviae Complectens, en 1849.
- Plantas Scandinaviae Descriptionibus et Figuris analyticis Adumbratae. Fasciculus Secundus Gramineas Scandinaviae Complectens, en 1852.